# ماكس هازلتون
ماكس هازلتون (بالإنجليزية: Max Hazelton)‏ هو طيار أسترالي، ولد في 1 مايو 1927.